# Allgemeines Alphabet der kamerunischen Sprachen
Das Allgemeine Alphabet der kamerunischen Sprachen (französisch Alphabet général des langues camerounaises, AGLC; General Alphabet of Cameroon Languages, GACL) ist eine Gesamtheit orthografischer Regeln für die Sprachen Kameruns.
Das Alphabet basiert auf dem Lateinischen Alphabet und umfasst mehrere sogenannte Zusatzbuchstaben, die lettres supplémentaires. Es ist vom Alphabet der Bantusprachen von 1970 abgeleitet und wurde im Jahre 1978 erstellt. Es wurde zunächst für ein Jahr getestet und unter der Ägide der Universität Jaunde sowie der Wissenschaftlichen Forschung (ONAREST) mit Beteiligung von Linguisten der SIL International angenommen. Es wurde erneut im Jahre 1984 veröffentlicht. Die Association nationale des commissions de langues camerounaises (ANACLAC) hat das AGLC als Alphabet und seine Orthografie für die Arbeit mit den kamerunischen Sprachen angenommen.

## Bibliographie
- Stephen Bird: "Orthography and Identity in Cameroon" (Memento vom 3. Februar 2010 im Internet Archive), 2001 (PDF).
- Dan T. Friesen: Oroko orthography development: Linguistic and sociolinguistic factors, Masterarbeit, Universität Nord-Dakota, 2002.
- Maurice Tadadjeu und Étienne Sadembouo (Hrsg.): Proposition d'un alphabet général des langues camerounaises, ONAREST, ISH, CERELTRA, Yaoundé, 1978
- Maurice Tadadjeu und Étienne Sadembouo (Hrsg.): Alphabet général des langues camerounaises, Département des Langues Africaines et Linguistique, Université de Yaoundé, Cameroun, 1979.
- Maurice Tadadjeu und Étienne Sadembouo (Hrsg.): Alphabet général des langues camerounaises, collection PROPELCA, 1, Université de Yaoundé, Yaoundé, 35, 31 Seiten, 1984.